# Spilomena attenboroughi
Spilomena attenboroughi (лат.) — вид песочных ос рода Spilomena из подсемейства Pemphredoninae (Crabronidae). Назван в честь в честь натуралиста и телеведущего сэра Дэвида Аттенборо, который своими выдающимися документальными фильмами сделал естественную историю мира доступной и понятной для миллионов.

## Распространение
Индия (Керала).

## Описание
Мелкие коренастые осы с сидячим брюшком (около 3,5 мм), основная окраска чёрная (голова и грудь), усики, ноги и жвалы жёлтые. От близких видов отличается следующими признаками: метасома желтовато-коричневая; наличник цвета бледно-слоновой кости; отношение длины к ширине скапуса = 28:8; отношение длины к ширине стигмы = 45:16; передний киль воротника переднеспинки заметный, глубоко выемчатый; возвратная жилка переднего крыла почти интерстициальная с первой поперечной кубитальной жилкой; проподеальный дорзум поперечно-исчерченный, с двумя продольными килями посередине, задняя поверхность с неровными поперечными гребнями, боковая поверхность тонко остроконечная. Затылочный киль отсутствует; переднее крыло с удлиненной маргинальной ячейкой, длиннее стигмы, на вершине замкнутая; присутствуют две закрытые субмаргинальные ячейки; есть одна возвратная жилка и две дискоидные ячейки; брюшко без петиоля; воротник переднеспинки с полным поперечным валиком. Усики самца 13-члениковые, самки — 12-члениковые. Нижнечелюстные щупики состоят из 6 члеников, а нижнегубные — из 4.
Предположительно, как и другие виды своего рода ловят мелких насекомых, а гнёзда располагаются в готовых полостях древесины (ходах ксилофагов, в ветвях).
Вид был впервые описан в 2021 году в ходе ревизии, проведённой индийскими гименоптерологами Tessy Rajan, Girish P. Kumar, P. M. Sureshan и C. Binoy (Zoological Survey of India, Eranhipalam, Кожикоде, Керала, Индия).